# Saombo
Saombo is een bestuurslaag in het regentschap Gunungsitoli van de provincie Noord-Sumatra, Indonesië. Saombo telt 3246 inwoners (volkstelling 2010).